# Katarzyna Wazówna (1584–1638)
Katarzyna Wazówna szw. Katarina Karlsdotter Vasa (ur. 10 listopada 1584 w Nyköping, zm. 13 grudnia 1638 w Västerås) – księżniczka szwedzka.

## Życiorys
Katarzyna była córką króla Szwecji Karola IX i jego pierwszej żony Anny Marii Wittelsbach.
11 czerwca 1615 wyszła za mąż za palatyna Jana Kazimierza Pfalz-Zweibrücken. Pięcioro z ich dzieci przeżyło wiek niemowlęcy:
- Krystyna Magdalena (1616–1662), żona margrabiego Fryderyka VI Badenia-Durlach (prababka Adolfa Fryderyka),
- Król Karol X Gustaw (1622–1660),
- Maria Eufrozyna (1625–1687), żona kanclerza Szwecji Magnusa Gabriela De la Gardie,
- Eleonora Katarzyna (1626–1692), żona landgrafa Fryderyka Hessen-Eschwege,
- Adolf Jan książę Pfalz-Zweibrücken (1629–1689).

Na jej cześć został nazwany Kościół Katarzyny w Sztokholmie (szw. Katarina kyrka).